# Brochiraja heuresa
Brochiraja heuresa — вид хрящевых рыб рода Brochiraja семейства Arhynchobatidae отряда скатообразных. Обитают в западной части Тихого океана (между 32° ю. ш. и  36° ю. ш.  и между 166° в. д. и 170° в. д.). Встречаются на глубине до 1350 м. Их крупные, уплощённые грудные плавники образуют округлый диск со треугольным рылом. Максимальная зарегистрированная длина 36,4 см. Не являются объектом целевого промысла.

## Таксономия
Впервые вид был научно описан в 2012 году. Видовой эпитет происходит от латинизированного слова др.-греч. εύρηκα — «нашёл». Голотип представляет собой взрослого самца длиной 35,5 см, пойманного в Тасмановом море (32°36′ ю. ш. 167°47′ в. д.) на глубине 926—969 м. Паратипы: самцы длиной 26,2—37,9 см и самки длиной 27,3—36,4 см, пойманные там же на глубине 870—1350 м.

## Ареал
Эти скаты являются эндемиками северной части Тасманова моря. Встречаются на глубине 870—1350 м.

## Описание
Широкие и плоские грудные плавники этих скатов образуют округлый диск с широким треугольным рылом.  На вентральной стороне диска расположены 5 жаберных щелей, ноздри и рот. На тонком хвосте имеются латеральные складки. У этих скатов 2 редуцированных спинных плавника и редуцированный хвостовой плавник. Хвост тонкий и длинный, с довольно широким коническим основанием, в 1,2—1,3 раза превышает длину диска, в 2,4—2,5 раз длину головы по вентральной стороне, в 4,9—6,0 длину рыла. Глаза довольно крупные, их диаметр в 2,7—3,4 раз больше расстояния от кончика рыла до глаз. Передний край брюшных плавников мясистый, лопатовидный. Дорсальная поверхность диска покрыта крошечными колючими чешуйками. Срединный ряд хвостовых мелких шипов окружён небольшими чешуйками. На дорсалатеральной поверхности хвоста шипы отсутствуют. Имеется единичный редуцированный преорбитальный шип. Вентральная поверхность диска голая. Аларные и колючки у взрослых самцов сливаются, образуя пластину, покрывающую переднюю часть грудных плавников. Дорсальная поверхность голубовато-розовая. Вентральная поверхность темнее дорсальной, красновато-коричневого цвета. На вентральной стороне диска имеется несколько пор с бледной каймой. Грудные плавники образованы 58—63 лучами. Верхних зубных рядов 30—42. Максимальная зарегистрированная длина 36,4 см.

## Взаимодействие с человеком
Эти скаты не являются объектом целевого лова. Международный союз охраны природы ещё не оценил охранного статуса вида.